# Mariko Tamaki
Mariko Tamaki (nacida en 1975) es una artista y escritora canadiense. Es conocida por sus novelas gráficas Skim, Emiko Superstar y This One Summer, y por varias obras en prosa de ficción y no ficción. En 2016 comenzó a escribir para Marvel y DC Comics. Ha sido nombrada dos veces finalista del premio Michael L. Printz.
Mariko Tamaki nació en Toronto, Ontario. Ella es de ascendencia japonesa y judía.
Mariko asistió a Havergal College, una escuela secundaria sólo para niñas. Estudió literatura inglesa en la Universidad McGill, graduándose en 1994.

## Carrera
Tamaki ha trabajado como escritora y artista de performance en Toronto, incluso con Cheap Queers de Keith Cole y en el grupo de performance Pretty Porky &amp; Pissed Off con Joanne Huffa, Allyson Mitchell, Abi Slone, Tracy Tidgwell y Zoe Whittall.
Tamaki publicó la novela Cover Me en 2000. Es una "historia conmovedora sobre una adolescente que enfrenta la depresión". Contada en una serie de flashbacks, trata sobre una adolescente que enfrenta el problema de los cortes y el sentimiento de marginación en la escuela.
Skim, una colaboración con su prima Jillian Tamaki, publicada en 2008 por Groundwood Books, es una novela gráfica sobre una adolescente y sus sentimientos románticos hacia su maestra; la reciprocidad de esos sentimientos no queda clara en el texto. La otra historia central trata sobre el suicidio del exnovio de una compañera de clase que podría haber sido gay. El texto trata fundamentalmente "sobre vivir los momentos de transición desgarradora... [y] la necesidad conflictiva de pertenecer y el deseo de resistir". Tamaki dice que no se propuso "hacer una declaración sobre la homosexualidad y la juventud": "Skim está enamorada y besa a una mujer, pero, diablos, ella es solo una niña. Podría besar a muchas personas en el futuro; algunos de ellos podrían ser hombres, ¿quién sabe? Creo que Skim es más una declaración sobre la juventud y la variedad de experiencias extrañas que puede encapsular". Según un crítico, "la fluidez expresionista de las ilustraciones en blanco y negro cumple el propósito de páginas de prosa"; hay poca trama y diálogos sobrios. Tamaki escribe que artistas como Hergé, Igort y Vittorio Giardino, así como el arte asiático, tuvieron influencia en su estilo, pero su narrativa tenía sus raíces en autores de cómics estadounidenses como Daniel Clowes, Chester Brown y Will Eisner. Skim fue desarrollada originalmente como una obra corta para el Teatro Nightwood. 
Emiko Superstar, la segunda novela gráfica de Tamaki y la primera con el ilustrador Steve Rolston, trata sobre una joven que se siente atrapada en su vida suburbana. Se inspiró en el arte escénico y en Girlspit, un evento nocturno de micrófono abierto en Montreal. La protagonista se inspira a probar el arte escénico después de visitar un espacio así. Como dice una reseña, "esta es una historia sobre cómo encontrarse a  uno mismo, su propia voz y su verdadero carácter en medio de las trampas de la fama de la contracultura".
Tamaki actuó en el festival de arte de performance feminista experimental Edgy Women en Montreal dos veces en 2006 y 2010. 
En 2014, Tamaki volvió a colaborar con Jillian Tamaki en la novela gráfica This One Summer, publicada por Groundwood Books.
En 2016 se anunció que Tamaki escribiría una nueva serie de Hulk protagonizada por She-Hulk para Marvel Comics, y la miniserie Supergirl: Being Super para DC Comics.
En 2017 comenzó a escribir adaptaciones a novelas de la seriende cómics Leñadoras. 
La colaboración en novela gráfica de Tamaki con la artista Rosemary Valero-O'Connell, Laura Dean Keeps Breaking Up with Me, fue lanzada en mayo de 2019 por First Second Books. La difícil relación de Freddy con Laura la deja desconsolada y descuidada de sus verdaderos amigos. En esta historia queer sobre el paso de la infancia a la adultez, Freddy aprende a dejar atrás una relación tóxica y a valorar a las personas en su vida que la hacen una mejor persona.
En noviembre de 2019, Tamaki regresó a Marvel para una miniserie de cuatro partes llamada "Spider-Man & Venom: Double Trouble".
Tamaki comenzó a escribir la serie actual de Wonder Woman a partir del número 759 de DC Comics. Su etapa concluyó con el número 769 y fue recopilada en su totalidad en un libro de bolsillo titulado Lords and Liars.
La novela gráfica de Tamaki I Am Not Starfire se lanzó el 10 de agosto de 2021 como parte de la serie de novelas gráficas originales para jóvenes adultos de DC Comics. Yoshi Yoshitani proporcionó el arte para la historia independiente, que se centra en la hija de la leyenda de los Jóvenes Titanes, Starfire, Mandy Koriand'r, quien planea "mudarse a Francia para escapar de la atención familiar y no ir a la universidad" a pesar de las protestas de su famosa madre.
En enero de 2021, como parte del evento Future State de DC, Tamaki y el artista Dan Mora colaboraron en Dark Detective con colores de Jordie Bellaire. La serie se publicó en cuatro números, entre enero y febrero. En marzo, Tamaki, Mora y Bellaire se convirtieron en el nuevo equipo creativo de Detective Comics a partir del número 1034. Según Comic Book Resources (CBR), el nombramiento de Tamaki como guionista de Detective Comics la convierte en la primera mujer guionista principal de la historia de publicación del título. Su etapa concluyó con el número 1061.

## Premios
Skim ganó un premio Ignatz, un premio Joe Shuster y un premio Doug Wright en 2009, y fue nominado para la categoría "Literatura infantil (texto)" en los Premios del Gobernador General de 2008. Tamaki también recibió un premio de distinción en el Premio Dayne Ogilvie, un premio literario para escritores LGBT en Canadá, en 2012.
This One Summer, ilustrado por Jillian Tamaki, ganó un premio Ignatz en 2014, un premio Eisner en 2015, el premio Michael L. Printz en 2015 y un premio Caldecott Honor de la American Library Association. En 2016 ganó el premio alemán Rudolph-Dirks-Award en la categoría de drama juvenil/coming of age (por This One Summer).
En 2019, Laura Dean Keeps Breaking Up with Me ganó el premio Ignatz a la mejor novela gráfica así como el premio al mejor libro para niños o jóvenes adultos de los premios Harvey. Laura Dean Keeps Breaking Up with Me también recibió el Premio Walter 2020 en la categoría de adolescentes, y recibió el Premio000 Eisner a la mejor publicación para adolescentes. Ese mismo año, también recibió el premio Eisner al mejor escritor, por Laura Dean Keeps Breaking Up with Me (First Second/Macmillan), Harley Quinn: Breaking Glass (DC) y Archie (Archie).
Su obra de 2023 Roaming, ilustrada por Jillian Tamaki, fue preseleccionada para el Premio Literario Lambda 2024 de novela gráfica. Roaming ganó el Premio Eisner 2024 al Mejor Álbum Gráfico, y la propia Tamaki ganó el Premio Eisner 2024 al Mejor Escritor.

## Obras
- Cover Me (2000, ISBN 9780969806493)
- True Lies: The Book of Bad Advice (2002, ISBN 9780889614024)
- Fake ID (2005,  ISBN 9780889614499)
- Skim, con Jillian Tamaki (2008, ISBN 9788861238282)
- Emiko Superstar, con Steve Rolston (2008, ISBN 9781401215361)
- (You) Set Me on Fire (2012, ISBN 9780143180937)
- This One Summer, con Jillian Tamaki (2014, ISBN 159643774X)
- Tomb Raider (2016)[25]
- Saving Montgomery Sole (2016, ISBN 9781626722712)
- Supergirl: Fuera de lo común (2016-2017)
- X-23 (2018)
- Laura Dean me ha vuelto a dejar, ilustrado por Rosemary Valero-O'Connell (2019, ISBN 9781250312846)
- Harley Quinn: Cristales rotos, ilustrada por Steve Pugh (2019, ISBN 9781401283292)
- Spider-Man y Veneno: Problema Doble (2020, ISBN 9781302920395)
- Wonder Woman, #759-769 (2020, ISBN 978-1779510228)
- Thor y Loki: Problema Doble (2021)
- Detective Oscuro, n.º 1-4, ilustrado por Dan Mora (2021)
- I am Not Starfire, ilustrado por Yoshi Yoshitani (2021, ISBN 9781779501264)
- Detective Comics, n.º 1034-1061 (2021-2022)
- Anne of Greenville (2022, ISBN 9781368078405)
- Roaming, con Jillian Tamaki (2023, ISBN 9781770464339)

Novelas de Leñadoras, todas ilustradas por Brooklyn Allen
- ¡Unicorn Power! (2017, ISBN 9781419727252)
- The Moon is Up (2018, ISBN 9781419728686)
- The Good Egg (2018, ISBN 9781419740923)
- Ghost Cabin (2019, ISBN 9781419733611)

She-Hulk
- Volumen 1: Deconstruida (2017)
- Volumen 2: Que coman pasteles (2018)
- Volumen 3: Jen Walters d000ebe morir (2018)